# Coyote (cohete)
Coyote fue el nombre de un modelo de cohete sonda estadounidense desarrollado a principios de los años 2000. Fue lanzado 5 veces desde punta Mugu, todas exitosas, en vuelos de prueba, entre el 18 de mayo de 2004 y el 22 de abril de 2005.

## Especificaciones
- Apogeo: 1 km
- Masa total: 1000 kg
- Diámetro: 0,46 m
- Longitud total: 9,5 m